# قضية سفاح المحارم في شيفيلد

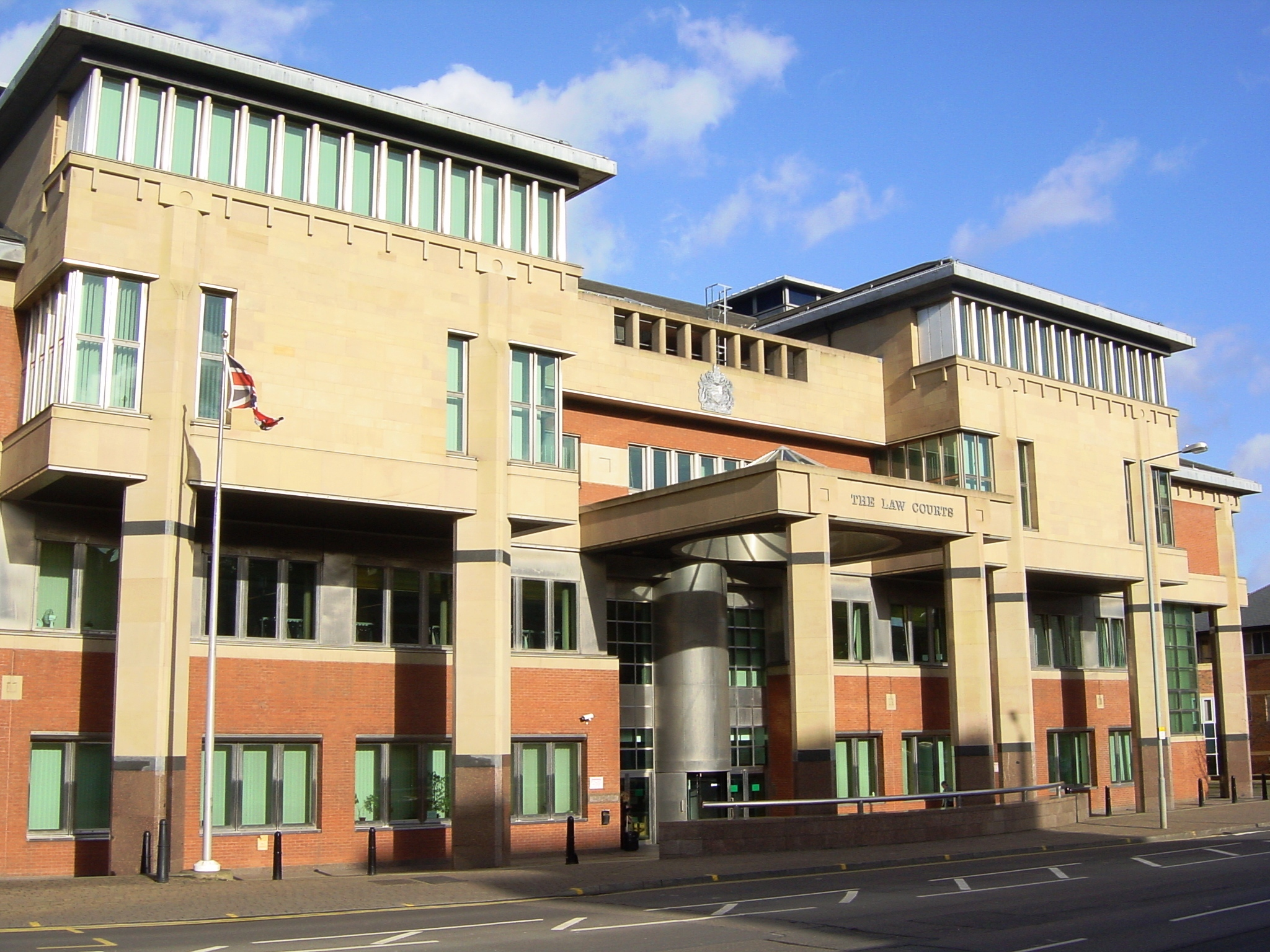

تتعلّق قضية سفاح المحارم في شيفيلد بالإدانة في تشرين الثاني / نوفمبر 2008 في محكمة كراون التابعة لشيفيلد لرجل أعمال إنجليزي يبلغ من العمر 54 عامًا، حيث أنه ارتكب على مدار 25 عامًا عمليات اغتصاب متكررة لبنتيه وأنجب سبعة أطفال منهما على قيد الحياة. ويبدو أنه غير نادم، فقد تلقى 25 حكماً في نفس الوقت بالسجن المؤبد، وهو مطالب بقضاء مدة لا تقل عن أربعة عشر عاماً ونصف في السجن. كانت عقوبته الأصلية هي السجن المؤيد مع فترة لا تقل عن 19 سنة و 6 أشهر، ولكن تم إلغاء ذلك الحكم في الاستئناف بعد إصدار حكم على أن هذا الحكم مبالغ فيه. بعد ذلك، تم العثور على قضية سفاح المحارم مماثلة في سويندون في عام 2003. تم إجراء تحقيقات مستقلة لفحص الطريقة التي عالجت بها السلطات المحلية ومهنة الطب ووكالات مساعدة الأطفال القضية.

## حماية الأطفال
تزامنت القضية مع قضايا أخرى عديدة في المملكة المتحدة التي أبرزت المشاكل المحتملة فيما يتعلق بكفاءة خدمات حماية الطفل. وقال رئيس الوزراء جوردون براون إن البلاد بأسرها تشعر بالفزع من الجريمة وقد تكون هناك فرص كثيرة لوقف الإساءة التي استمرت لمدة 28 عامًا.
قالت أخت زوجته إن الدافع وراء ذلك هو الرغبة في الاحتفاظ بنفسه بالأموال التي تدفعها له الدولة في دعم الطفل للعديد من الأطفال. وقيل كان هناك 150 فرصة للسلطات كي تلاحظ ما كان يحدث. لعدة أشهر، حاولت النساء إعطاء المال له ليتوقف عن اغتصابهن عن طريق إعطائه 100 جنيه إسترليني في الشهر. وأعطوه الويسكي على أمل أن يؤدي الشرب إلى وفاته. اتصلوا بخدمة تشايلدلاين(ChildLine) لحماية الأطفال، لكن لم تطمئنهم بأن أطفالهم لن يؤخذوا منهم، وهذا ما قال والدهم إنه سيحدث، لذا أنهوا المكالمة.